# Pramollo
Pramollo is een gemeente in de Italiaanse provincie Turijn (regio Piëmont) en telt 241 inwoners (31-12-2004). De oppervlakte bedraagt 22,4 km², de bevolkingsdichtheid is 11 inwoners per km².

## Demografie
Pramollo telt ongeveer 133 huishoudens. Het aantal inwoners daalde in de periode 1991-2001 met 9,5% volgens cijfers uit de tienjaarlijkse volkstellingen van ISTAT.
| Jaar | Inwoneraantal |
| ---- | ------------- |
| 1991 | 285           |
| 2001 | 258           |

## Geografie
Pramollo grenst aan de volgende gemeenten: Perrero, Pomaretto, Inverso Pinasca, San Germano Chisone, Angrogna.
1. ↑  https://demo.istat.it/?l=it.